# عمرو بن عبسه
عمرو بن عبسه ( عربی: عمرو بن عبسة   ) از صحابه و از راویان حدیث بود . 

## زندگینامه
به نقل از خود عمرو بن عباس در اوایل بعثت محمد را در مکه ملاقات کرد و از او پرسید: تو چیست؟ پاسخ داد: من پیامبرم. عمرو پرسيد: پيامبر چيست؟ او پاسخ داد: من از جانب خدا مبعوث شده ام. "خداوند شما را با چه چیزی فرستاده است؟" عمرو پرسید. محمد در پاسخ گفت: با امر به نابودی بتها و نیکی با خویشاوندان، ایمان به خدای یگانه وشریک قایل نشدن.
او در حمص درگذشت و در همان جا به خاک سپرده شد.  او پسری به نام عبدالله داشت. 

## وفات[۴]
ابن حجر گفت : گمان می‌کنم او در اواخر خلافت عثمان درگذشت، زیرا در فتنه و خلافت معاویه نامی از او ندیدم.  او در حمص درگذشت.